# Maria Pascoli
Maria Pascoli, detta anche Mariù (San Mauro di Romagna, 1º novembre 1865 – Castelvecchio di Barga, 5 dicembre 1953), è stata la sorella del poeta Giovanni Pascoli, che assistette fino alla sua morte, e del quale curò e conservò l'archivio nella casa a lui intitolata.

## Biografia
Maria fu la più piccola della famiglia Pascoli, ultima di dieci figli. Perse il padre Ruggero quando aveva due anni. Un anno dopo morì anche la sorella maggiore, Margherita, per tifo, e la madre Caterina per il dolore. Maria andò quindi a vivere dalla zia materna Rita Vicenzi Allocatelli, a Sogliano al Rubicone, insieme alla sorella Ida.

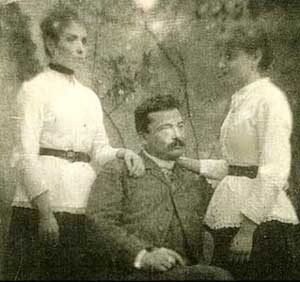
Giovanni Pascoli tra le sorelle Ida e Maria

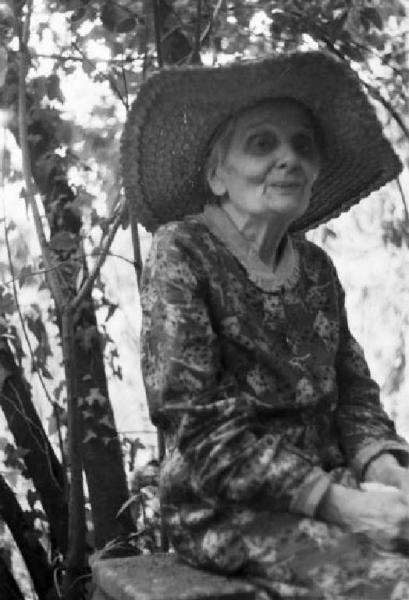
Maria Pascoli fotografata da Federico Patellani nel 1943

Seguirono altri lutti: la morte dei fratelli Luigi e Giacomo. Le due sorelle Ida e Maria iniziarono intanto gli studi nel Convento delle agostiniane a Sogliano, studi che tuttavia non poterono completare. Dopo aver condotto una vita alquanto isolata, nel 1885 Ida e Maria si trasferirono dal fratello Giovanni Pascoli a Massa. Si trasferiranno poi a Livorno nel 1887, e infine nel 1895 in una villa in campagna a Castelvecchio di Barga, in Toscana, dove il poeta Giovanni sperava di ricostruire il «nido» familiare tragicamente sfaldatosi. Questo tuttavia subirà l'ennesimo distacco da parte di Ida, che si sposerà con Salvatore Berti andando a vivere a Santa Giustina.
Maria resterà quindi per sempre a Castelvecchio accanto a Giovanni, che nel 1904 scrisse:
(Giovanni Pascoli, da una lettera a Notarbartolo del 1904)
Maria assistette il fratello poeta, prodigandosi in un'importante attività di sostegno alla sua opera, fino alla sua morte nel 1912; nominata sua erede universale nel testamento, gli sopravvisse per oltre quarant'anni, curando le sue memorie e l'archivio di carte e lettere. In tal modo fornì un contributo fondamentale alla conoscenza dei particolari della sua vita.
Da allora rimase sempre nella villa di Castelvecchio, custodendo nei suoi diari numerosi appunti e ricordi. Aderì spontaneamente al fascismo, recandosi due volte a Roma ad incontrare personalmente Benito Mussolini, che accolse come visitatore anche nella sua casa nel 1930.
Altri personaggi illustri ospitati da Maria in casa Pascoli furono la principessa Maria José di Savoia, futura regina d'Italia, e i ministri del governo fascista Giuseppe Bottai, e Cesare Maria De Vecchi. In occasione della campagna dell'«oro alla Patria», non avendo la fede nuziale da sacrificare, Maria donò una delle medaglie d'oro del fratello Giovanni vinte ai concorsi di poesia latina in Olanda, annotando: «credo di aver fatto cosa gradita al mio Giovannino».
La sua opera letteraria di maggior rilievo fu la biografia del fratello, pubblicata postuma nel 1961 con il titolo Lungo la vita di Giovanni Pascoli, presagita dallo stesso poeta che in una lettera del 1902 si era figurato Mariù come sua futura biografa.
Alla morte nel 1953 Maria lasciò per via testamentaria al Comune di Barga «la casa, la cappella, i libri, i manoscritti di Giovannino, i premi da lui ottenuti, i ricordi di famiglia e quant'altro nella casa è contenuto, con l'obbligo di provvedere alle spese della manutenzione». Fu sepolta nella cappella familiare di Castelvecchio di Barga accanto all'amato fratello Giovanni. Sua sorella Ida, l'ultima dei Pascoli all'epoca ancora in vita, morì il 26 gennaio 1957 a 93 anni.

## Opere
- Maria Pascoli, Lungo la vita di Giovanni Pascoli, memorie curate e integrate da Augusto Vicinelli, Milano, Arnoldo Mondadori editore, 1961, SBN RAV0173359.

## Cinema
Il personaggio di Maria Pascoli è stato interpretato da Monica Clay nel film Cavallina storna del 1953.